# Liste der Kulturdenkmäler in Rodenbach (Westpfalz)
In der Liste der Kulturdenkmäler in Rodenbach sind alle Kulturdenkmäler der rheinland-pfälzischen Ortsgemeinde Rodenbach aufgeführt. Grundlage ist die Denkmalliste des Landes Rheinland-Pfalz (Stand: 21. Juli 2023).

## Einzeldenkmäler
| Bezeichnung                                 | Lage                                  | Baujahr         | Beschreibung                                                               | Bild                           |
| ------------------------------------------- | ------------------------------------- | --------------- | -------------------------------------------------------------------------- | ------------------------------ |
| Kriegerdenkmal                              | Friedhofstraße, auf dem Friedhof Lage | 1950er Jahre    | Kriegerdenkmal 1914/18 und 1939/45, Figurengruppe, Sandstein, 1950er Jahre | Fotos hochladen                |
| Hofhaus der Deutschordenskomturei Einsiedel | Hübelstraße 1 Lage                    | 1680            | Rotsandsteinquaderbau mit Fachwerkgiebel, 1680                             | Fotos hochladen                |
| Protestantische Kirche                      | Kirchenstraße 8/10 Lage               | 1959            | Walmdachbau, Kampanile, 1959, Architekt Hansgeorg Fiebiger, Kaiserslautern | weitere Bilder Fotos hochladen |
| Gemeindeglockenturm                         | Turmstraße, vor Nr. 9 Lage            | 1911            | Gemeindeglockenturm, viergeschossig, 1911                                  | Fotos hochladen                |
| Kilometerstein                              | südöstlich des Ortes an der K 13 Lage | 19. Jahrhundert | säulenartiger Sandsteinpfeiler, 19. Jahrhundert                            | weitere Bilder Fotos hochladen |